# Zygmunt Pater
Zygmunt Pater (ur. 3 stycznia 1939 w Łużnej k. Gorlic, zm. 13 marca 2020) – polski inżynier, budowniczy mostów, prezes przedsiębiorstwa „Mosty Łódź” (1991–2013).

## Życiorys
Pater wychował się w rodzinie chłopskiej. Ukończył naukę w liceum Ogólnokształcącym im. Stanisława Wyspiańskiego w Bieczu, a następnie studiował na Wydziale Inżynierii Budowlanej Politechniki Warszawskiej (1957–1964), uzyskując dyplom magistra inżyniera budownictwa lądowego w specjalności „mosty i budowle podziemne”.
Od 1965 pracował jako kierownik budowy w Płockim Przedsiębiorstwie Robót Mostowych (PPRM). Od 1969 pracował jako kierownik robót przedsiębiorstwa „Budimex-Cekop” – w ramach pracy w przedsiębiorstwie wyjechał na dwuletni kontrakt do Iraku, gdzie pełnił funkcję kierownika robót na budowie mostu przez rzekę Tygrys w Tikricie. W 1971 został kierownikiem zespołu budów w łódzkim oddziale PPRM, a w 1974 został dyrektorem tego oddziału.
W latach 1980–1982 pracował jako główny inżynier ds. obiektów mostowych Przedsiębiorstwie Robót Eksportowych Budownictwa Komunikacyjnego DROMEX, przy budowie autostrad w Iraku. Od 1982 ponownie pracował w ŁO PPRM. W 1991 doszło do usamodzielnienia się oddziału i przekształcenia go w Przedsiębiorstwa Robót Mostowych „Mosty Łódź”, którym kierował jako dyrektor, a następnie, po przekształceniu firmy w spółkę, został także prezesem zarządu i dyrektorem naczelnym. W 2013 przeszedł na emeryturę.
Był twórcą i pierwszym prezesem Łódzkiego Oddziału Związku Mostowców Rzeczpospolitej Polskiej w 1992. Funkcję prezesa pełnił przez 3 kadencje, następnie zostając członkiem zarządu związku. Był członkiem rady nadzorczej zespołu siatkarek Budowlani Łódź.
Został pochowany na Cmentarzu Piaski-Retkińska w Łodzi.

## Upamiętnienie
W 2023 Rada Miejska w Łodzi nazwała jedno z rond w mieście imieniem Zygmunta Patera.

## Wyróżnienia
- Złoty Krzyż Zasługi,
- Krzyż Kawalerski Orderu Odrodzenia Polski,
- Krzyż Oficerski Orderu Odrodzenia Polski,
- Członek honorowy Związku Mostowców RP (2003)[1].
- Tytuł „Zasłużony dla Sprawy Drogowej” (2015)[5]

## Wybrane realizacje
- Most Solidarności w Płocku (2002–2005)
- Most im. Jana Pawła II w Puławach (2008);
- most przez Bug w Wyszkowie (2008);
- most przez Odrę w miejscowości Ciechanów/Radoszyce;
- most przez Bug w Dorohusku;
- Most Zamkowy w Rzeszowie;
- remonty mostów w: Puławach (1996), Górze Kalwarii (1998), Annopolu (2000), Bydgoszczy–Fordonie (2001);
- budowa kościołów w Łodzi oraz pomników św. Faustyny i kardynała Stefana Wyszyńskiego[1].